# قائمة المشيرين
هذه قائمة بأسماء الضباط الذين حملوا رتبة فيلد مارشال أو مهيب أو مشير في جيوش بلادهم وقد تمنح هذه الرتبة في بعض الدول للرئيس أو الملك أو وزير الدفاع . لا تشمل هذه القائمة مارشالات سلاح الجو، وهي رتبة رفيعة حملها عدد من كبار قادة القوات الجوية في كل من المملكة المتحدة وأستراليا وتايلند والبرازيل والبرتغال والهند والاتحاد السوفييتي القديم، ودولة تشاد الرئيس إدريس ديبي اتنو والرئيس مـحمـد ادريس ديبي اتنو

## إثيوبيا
- الأمير سيوم مانغاشا (1897 ـ 1960) ـ 1934
- الإمبراطور هايلا سيلاسي (1892 ـ 1975)

## الأردن
- الملك عبد الله الأول (1882 ـ 1951) ـ 1948
- الملك طلال (1909 ـ 1972) ـ 20 يوليو 1951
- الملك حسين (1935 ـ 1999) ـ 11 أغسطس 1952
- حابس المجالي (1914 ـ 2001)
- فتحي أبو طالب
- عبد الحافظ الكعابنة
- الملك عبد الله الثاني (ولد 1962) ـ 7 فبراير 1999
- سعد خير (توفي 2009) ـ 2005

## أستراليا

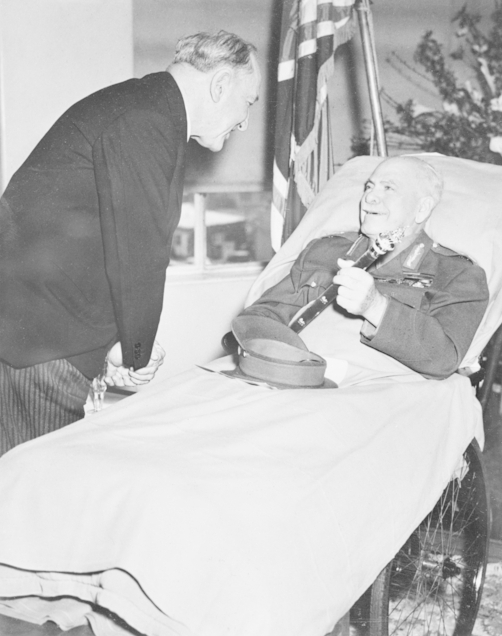
وليم ماكيل، حاكم أستراليا العام، يقلد توماس بليمي رتبة فيلد مارشال في احتفال أقيم له وهو على فراش المرض في أحد مستشفيات ملبورن

- وليم ريدل بيردوود (البارون بيردوود الأول) (1865 ـ 1951) ـ حصل على رتبة فيلد مارشال شرفية في الجيش الأسترالي سنة 1927.
- السير توماس بليمي (1884 ـ 1951) ـ الأسترالي الوحيد الذي حمل رتبة فيلد مارشال في التاريخ. رُقي إلى هذه الرتبة في 8 يونيو 1950.
- الأمير فيليب دوق إدنبرة (ولد 1921) ـ حصل على رتبة فيلد مارشال شرفية في الجيش الأسترالي في 1 أبريل 1954.

## جمهورية أفريقيا الوسطى
- جان بيدل بوكاسا (1921 ـ 1986)

## أفغانستان
- الأمير نصر الله خان (1874 ـ 1920)
- محمد فهيم (ولد سنة 1957) ـ حصل على رتبة مارشال سنة 2004.

## ألبانيا
- الملك أحمد زوغو (1895 ـ 1961) ـ حصل على رتبة مارشال الجيش الملكي الألباني في 1 سبتمبر 1928.

## ألمانيا
أبرز مارشالات ألمانيا خلال الحربين العالميتين، ومنهم:
- باول فون هيندنبورغ
- هيرمان غورينغ
- إرفين رومل
- فيلهلم ريتر فون ليب
- فيدور فون بوك
- إريش فون مانشتاين
- فيلهلم كايتل
- غيرد فون رونتشتيت
- فالتر فون براوخيتش
- فالتر مودل
- إرنست بوش
- ألبرت كسلرنغ

## إندونيسيا
- سوديرمان (1916 ـ 1950) ـ 1945
- سوهارتو (1921 ـ 2008) ـ 1985
- عبد الحارس ناسوتيون (1918 ـ 2000) ـ 2000

## السودان
- جعفر نميري
- عبد الرحمن سوار الذهب
- عمر حسن احمد البشير

## إيطاليا
- الكونت لويجي كادورنا (1850 ـ 1928) ـ 4 نوفمبر 1924
- أرماندو دياز (1861 ـ 1928) ـ 4 نوفمبر 1924
- الأمير إيمانويلي فيليبيرتو (1869 ـ 1931) ـ 25 يونيو 1926
- بييترو بادوليو (1871 ـ 1956) ـ 25 يونيو 1926
- إنريكو كافيليا (1862 ـ 1945) ـ 25 يونيو 1926
- غيتانو جاردينو (1864 ـ 1935) ـ 25 يونيو 1926
- غويليلمو بيكوري-غيرالدي (1856 ـ 1941) ـ 25 يونيو 1926
- إميليو دي بونو (1866 ـ 1944) ـ 16 نوفمبر 1936
- رودولفو غراتسياني (1882 ـ 1955) ـ 9 مايو 1936
- الملك فيكتور عمانويل الثالث (1869 ـ 1948) ـ 30 مارس 1938
- بنيتو موسوليني (1883 ـ 1945) ـ 30 مارس 1938
- الكونت أوغو كافالليرو (1880 ـ 1943) ـ 1 يوليو 1942
- إيتوري باستيكو (1876 ـ 1972) ـ 12 أغسطس 1942
- الملك أومبرتو الثاني (1904 ـ 1983) ـ 29 أكتوبر 1942
- جيوفاني ميسي (1883 ـ 1968) ـ 12 مايو 1943

## روسيا
- جورجي جوكوف

## الصين الشعبية
- جو دي (1886 ـ 1976) ـ 1955
- بينغ ديهواي (1898 ـ 1974) ـ 1955
- لين بياو (1908 ـ 1971؟) ـ 1955
- ليو بوتشينغ (1892 ـ 1986) ـ 1955
- هي لونغ (1896 ـ 1969) ـ 1955
- تشين يي (1901 ـ 1972) ـ 1955
- لو رونغهوان (1902 ـ 1963) ـ 1955
- تشو شيانغكيان (1901 ـ 1990) ـ 1955
- نيي رونغجين (1899 ـ 1992) ـ 1955
- يي جيانيينغ (1897 ـ 1986) ـ 1955

## الصين الوطنية
- يووان شيكاي (1859 ـ 1916) ـ 1913
- صن يات سين (1866 ـ 1925) ـ 1917
- لو ونغتينغ (1856 ـ 1927) ـ 1921
- تانغ جيياو (1883 ـ 1927) ـ 1921
- جانغ زولين (1875 ـ 1928) ـ 1927
- شيانغ كاي-شيك (1887 ـ 1975) ـ 1935

## العراق
- الملك فيصل الأول (1883 ـ 1933)
- الملك غازي الأول (1912 ـ 1939) ـ 8 سبتمبر 1933
- الأمير عبد الإله (1913 ـ 1958) ـ 6 أبريل 1939
- الملك فيصل الثاني (1935 ـ 1958) ـ 2 مايو 1953
- عبد السلام عارف (1921 ـ 1966)
- أحمد حسن البكر (1914-1982)
- صدام حسين (1937 ـ 2006) ـ 1979

## غانا
- كوامي نكروما (1909 ـ 1972) ـ 1965

## الغيلدرز
- مارتن فان روسوم (1490 ـ 1555) ـ 1528

## فنلندا
- كارل غوستاف إميل مانرهايم (1867 ـ 1951) ـ 1933

## جمهورية كرواتيا
- فرانيو توديمان (1922 ـ 1999) ـ 1995

## دولة كرواتيا المستقلة
- سلافكو كفاترنيك (1876 ـ 1947) ـ 1941

## كمبوديا
- لون نول (1913 ـ 1985) ـ حصل على رتبة مارشال سنة 1971.
- الأمير نوردوم راناريده (ولد 1944)
- هينغ سامرين (ولد 1934) ـ 1999 [1]
- تشيا سيم (ولد 1932) ـ 1999 [1]
- هون سين (ولد 1952) ـ 1999 [1]

## ليبيريا
- صمويل دو (1951 ـ 1990)

## ماليزيا
- تانكو عبد الرحمن، حاكم نكري سمبيلن (1885 ـ 1960) ـ 31 أغسطس 1957
- السلطان حسام الدين علم شاه، سلطان سلاغور (1898 ـ 1960) ـ 14 أبريل 1960
- تانكو سيد بوترا، حاكم برليس (1920 ـ 2000) ـ 21 سبتمبر 1960
- السلطان إسماعيل نصير الدين شاه، سلطان ترغكانو (1907 ـ 1979) ـ 21 سبتمبر 1965
- تانكو عبد الحليم سلطان قدح (ولد 1927) 21 سبتمبر 1970
- السلطان يحيى بترا، سلطان كلنتن (1917 ـ 1979) ـ 21 سبتمبر 1975
- السلطان أحمد شاه، سلطان فهغ (ولد 1930) ـ 29 مارس 1979
- السلطان إسكندر، سلطان جوهر (1932 ـ 2010) ـ 26 أبريل 1984
- السلطان أذلان شاه، سلطان فيرق (1928) ـ 26 أبريل 1989
- تانكو جعفر، حاكم نكري سمبيلن (1922 ـ 2008) ـ 26 أبريل 1994
- السلطان صلاح الدين عبد العزيز شاه، سلطان سلاغور (1926 ـ 2001) ـ 26 أبريل 1999
- تانكو سيد سراج الدين، حاكم برليس (ولد 1943) ـ 13 ديسمبر 2001
- ميزان زين العابدين، سلطان ترغكانو (ولد 1962) ـ 13 ديسمبر 2006
- تانكو عبد الحليم سلطان قدح (ولد 1927) 13 ديسمبر 2011

## مصر
- منصور باشا يكن
- عبد الحكيم عامر (1919 ـ 1967) ـ 23 فبراير 1958
- أحمد إسماعيل علي (1917 ـ 1974) ـ نوفمبر 1973
- فؤاد ذكري (1923-1983) 1976, شرفية
- أحمد بدوي (1927 - 1981) - 1981, شرفية
- محمد عبد الغني الجمسي (1921 ـ 2003) ـ 1980، شرفية
- محمد عبد الحليم أبو غزالة (1930 ـ 2008) ـ 1982
- محمد علي فهمي (1920-1999) 1993 شرفية
- محمد حسين طنطاوي ( 1935 - 2021) ـ 1993
- عبد الفتاح السيسي (ولد 1954) ـ 27 يناير 2014

## المغرب
- محمد أمزيان (1897 ـ 1975) ـ 17 نوفمبر 1970

## منغوليا[2]
- خورلووجين تشويبالسان (1895 ـ 1952)
- جيليجدورجين ديميد (1900 ـ 1937)

## موزمبيق
- سامورا ماشيل (1933 ـ 1986)

## نيبال
- المهراجا تشاندرا شمشير جانغ بهادور رانا (1863 ـ 1929)
- المهراجا بيم شمشير (1865 ـ 1962)
- المهراجا جودا شمشير جانغ بهادور رانا (1875 ـ 1952)
- المهراجا بادما شمشير جانغ بهادور رانا (1882 ـ 1961)
- المهراجا موهان شمشير جانغ بهادور رانا (1885 ـ 1967)
- المهراجا السير كيشار شمشير جانغ بهادور رانا (1892 ـ 1964)
- هاري شمشير جانغ بهادور رانا
- السير نير شمشير جانغ بهادور رانا (1913 ـ 2013)
- السير كيران شمشير جانغ بهادور رانا (1916 ـ 1983)
- الملك تريبوفان (1906 ـ 1955) ـ 14 أبريل 1953
- رودرا شمشير جانغ بهادور رانا (1879 ـ 1964) ـ 1954

## الهند
- سام مانيكشاو (1914 ـ 2008) ـ 1 يناير 1973
- كودانديرا مادابا كاريابا (1899 ـ 1993) ـ 1983

## اليابان[3]
- سايغو تاكاموري (1828 ـ 1877) ـ 19 يوليو 1872
- الأمير كوماتسو أكيهيتو (1846 ـ 1903) ـ 20 يناير 1898
- الأمير أوياما أيواو (1843 ـ 1916) ـ 20 يناير 1898
- الأمير ياماغات أريتومو (1838 ـ 1922) ـ 20 يناير 1898
- الماركيز نوزو ميتشيتسورا (1840 ـ 1908) ـ 31 يناير 1906
- الكونت أوكو ياسوتاكا (1846 ـ 1930) ـ 24 أكتوبر 1911
- الأمير فوشيمي سادانارو (1858 ـ 1923) ـ 9 يناير 1914
- يوشيميتشي هاسيغاوا (1850 ـ 1924) ـ 9 يناير 1914
- كاغياكي كاوامورا (1850 ـ 1926) ـ 9 يناير 1914
- الكونت تيراأوتشي ماساتاكي (1852 ـ 1919) ـ 24 يونيو 1916
- جورج الخامس ملك المملكة المتحدة (1865 ـ 1936) ـ 28 أكتوبر 1918
- الأمير كانئين كوتوهيتو (1865 ـ 1945) ـ 12 ديسمبر 1919
- البارون أويهارا يوساكو (1856 ـ 1933) ـ 27 أبريل 1922
- الأمير كوني كونيوشي (1873 ـ 1929) ـ 27 يناير 1929
- الأمير ناشيموتو موريماسا (1874 ـ 1951) ـ 8 أغسطس 1932
- البارون موتو نوبويوشي (1868 ـ 1933) ـ 3 مايو 1933
- سوجياما هاجيمي (1880 ـ 1945) ـ 21 يونيو 1943
- الكونت تيراأوتشي هيسايتشي (1879 ـ 1946) ـ 21 يونيو 1943
- هاتا شونروكو (1879 ـ 1962) ـ يونيو 1944

## سلطنة عمان
- السلطان قابوس بن سعيد المعظم (1970-2020)

## اليونان
- الملك قسطنطين الأول (1868 ـ 1923) ـ 1913
- الملك جورجيوس (جورج) الثاني (1890 ـ 1947) ـ 1937
- الملك بولس (بول) (1901 ـ 1964) ـ 1947
- ألكسندروس باباغوس (1883 ـ 1955) ـ 28 أكتوبر 1949
- الملك قسطنطين الثاني (ولد سنة 1940) ـ 1964

## اليمن
- عبد الله السلال أول رؤساء الجمهورية العربية اليمنية.
- علي عبد الله صالح رئيس الجمهورية اليمنية بعد الوحدة من 1990 حتى 2012.
- الرئيس عبد ربه منصور هادي منذ 2012.

تشاد
إدريس ديبي اتنو 
محمد إدريس ديبي اتنو == المراجع ==
1. 1 2 3  His Majesty Promotes Cambodian Leaders to Five-Star General DECEMBER 27, 2009 نسخة محفوظة 18 سبتمبر 2017 على موقع واي باك مشين.
2. ↑  في الأسماء المنغولية يوضع الاسم الشخصي بعد اسم العائلة
3. ↑  تظهر الأسماء في القائمة حسب الطريقة اليابانية؛ حيث يُكتب اسم العائلة أولًا (مسبوقًا بلقب الأمير أو لقب النبالة إن وجد) ثم الاسم الأول